# 灰背节肢蕨
灰背节肢蕨（学名：Arthromeris wardii）为水龙骨科节肢蕨属下的一个种。